# Blastocladiopsis parva
Blastocladiopsis parva är en svampart som först beskrevs av Whiffen, och fick sitt nu gällande namn av Frederick K. Sparrow 1950. Blastocladiopsis parva ingår i släktet Blastocladiopsis och familjen Blastocladiaceae.   Inga underarter finns listade i Catalogue of Life.